# Copa de Verano 2015
La Copa de Verano 2015, fue un torneo de verano de fútbol de carácter amistoso que se disputó en el Estadio Centenario en Montevideo, Uruguay en el 2015. En su primera edición en reemplazo de la Copa Antel, se llevó a cabo en el Estadio Centenario de Montevideo, Uruguay.
En esta edición participaron los siguientes equipos:
- Nacional
- Peñarol
- Nacional
- Sportivo Luqueño

## Resultados
|  | Semifinales                | Semifinales                |   |                           | Final                     | Final |  |
|  |                            |                            |   |                           |                           |       |  |
|  |                            |                            |   |                           |                           |       |  |
|  | Domingo 18 de enero, 20:00 |                            |   |                           |                           |       |  |
|  | Nacional                   | 1 (3)                      |   |                           |                           |       |  |
|  | Sportivo Luqueño           | 1 (4)                      |   |                           |                           |       |  |
|  |                            |                            |   |                           |                           |       |  |
|  |                            |                            |   |                           | Martes 20 de enero, 22:00 |       |  |
|  |                            |                            |   |                           | Nacional                  | 3     |  |
|  |                            | Sportivo Luqueño           | 2 |                           |                           |       |  |
|  |                            |                            |   |                           |                           |       |  |
|  |                            |                            |   |                           |                           |       |  |
|  |                            |                            |   |                           | Tercer puesto             |       |  |
|  | Domingo 18 de enero, 22:00 | Domingo 18 de enero, 22:00 |   | Martes 20 de enero, 20:00 | Martes 20 de enero, 20:00 |       |  |
|  | Nacional                   | 3                          |   | Peñarol                   | 1                         |       |  |
|  | Peñarol                    | 0                          |   |                           | Nacional                  | 2     |  |

### Semifinales
| 18 de enero de 2015, 19:30 | Nacional                                                                         | 1:1 (0:1) (3:4 p.)         | Sportivo Luqueño                                                                     | Estadio Centenario, Montevideo |                                |
|                            | Marcos Melgarejo 65'                                                             | Reporte                    | Jorge Ortega 6'                                                                      | Asistencia: 5.000 espectadores | Asistencia: 5.000 espectadores |
|                            |                                                                                  | Tiros desde el punto penal |                                                                                      |                                |                                |
|                            | - Carlos Ruiz - José Montiel - Ramón Coronel - Ariel Bustamante - Dionisio Pérez |                            | - Fulvio Chávez - Leonardo Villagra - Luis Miño - José Leguizamón - Aquilino Giménez |                                |                                |

| 18 de enero de 2015, 22:15 | Nacional                                                   | 3:0 (1:0) | Peñarol | Estadio Centenario, Montevideo  |                                 |
|                            | Gonzalo Ramos 5' · Álvaro Recoba 74' · Santiago Romero 85' | Reporte   |         | Asistencia: 30.000 espectadores | Asistencia: 30.000 espectadores |

### Tercer puesto
| 20 de enero de 2015, 20:00 | Peñarol          | 1:2 (1:1) | Nacional                                 | Estadio Centenario, Montevideo |                           |
|                            | Carlos Núñez 25' | Reporte   | Julio Santa Cruz 2' · Milton Benítez 76' | Árbitro(s): Diego Riveiro      | Árbitro(s): Diego Riveiro |

### Final
| 20 de enero de 2015, 22:15 | Nacional                                                | 3:2 (2:1) | Sportivo Luqueño                       | Estadio Centenario, Montevideo |                           |
|                            | Iván Alonso 22' · Álvaro Recoba 27' · Gonzalo Bueno 63' | Reporte   | Diego Chamorro 33' · Fulvio Chávez 77' | Árbitro(s): Darío Ubriaco      | Árbitro(s): Darío Ubriaco |

| Bandera de Uruguay                          |
| Campeón Club Nacional de Football 3º título |